# Moses Mendelssohn
Moses Mendelssohn (n. 6 septembrie 1729, Dessau, Anhalt-Dessau⁠(d) – d. 4 ianuarie 1786, Berlin, Regatul Prusiei) a fost un gânditor al iluminismului german (Aufklärung). Mendelssohn, de origine evreiască, a promovat mișcarea de deschidere a religiei iudaice, de reformare a acesteia, pornind din interiorul ei. Considera că mersul la sinagogă nu trebuie să fie obligatoriu, un evreu putând fi la fel de religios în propria lui casă, ca și la sinagogă. A îndemnat studierea limbii ebraice și la abandonarea idișului. Idișul îl considera specific ghetoului, iar el milita pentru ieșirea din ghetou.